# Abdullahoğlu, Yenice
Abdullahoğlu là một xã thuộc huyện Yenice, tỉnh Karabük, Thổ Nhĩ Kỳ. Dân số thời điểm năm 2010 là 127 người.